# Кампу-Редонду
Кампу-Редонду (порт. Campo Redondo)  —  муниципалитет в Бразилии, входит в штат Риу-Гранди-ду-Норти. Составная часть мезорегиона Сельскохозяйственный район штата Риу-Гранди-ду-Норти. Входит в экономико-статистический микрорегион Борборема-Потигуар. Население составляет 9092 человека на 2006 год. Занимает площадь 213,729 км². Плотность населения — 42,5 чел./км².

## Статистика
- Валовой внутренний продукт на 2003 год составляет 17 458 644,00 реалов (данные: Бразильский институт географии и статистики).
- Валовой внутренний продукт на душу населения на 2003 год составляет 1909,72 реалов (данные: Бразильский институт географии и статистики).
- Индекс развития человеческого потенциала на 2000 год составляет 0,633 (данные: Программа развития ООН).